# イゴール・モロゾフ
イゴール・モロゾフ（エストニア語: Igor Morozov、1989年5月27日 - ）は、旧ソビエト連邦、現エストニア・タリン出身の元サッカー選手。現役時代のポジションはDF。

## 来歴
レバディア・タリンのユースチーム出身で、2006年から同クラブのトップチームでプレーしている。U-21エストニア代表経験を持ち、2008年5月31日に行われた、バルト三国による対抗戦、バルティックカップのリトアニア戦において、A代表デビューを果たした。

## 所属クラブ
ユースチーム
- レバディア・タリン 2005-2006

シニアチーム
- レバディア・タリン 2006-2012
  -  レバディア・タリンII 2005-2011
- ポロニア・ワルシャワ 2013
- デブレツェニVSC 2014
- レバディア・タリン 2015-2019

## 代表
- エストニア代表 2008-2018